# Kriminalist
Als Kriminalist wird bezeichnet, wer sich mit der Aufklärung (und Verhinderung) von Straftaten befasst – häufig also ein Angehöriger der Kriminalpolizei. Die Berufsbezeichnung ist von der des Kriminologen abzugrenzen. Der Historiker Peter Becker definiert den Begriff Kriminalist folgendermaßen:
„Kriminalistinnen bzw. Kriminalisten befassen sich professionell mit der Aufklärung und Verhütung von Straftaten. Sie agieren in verschiedenen Rollen: als Richter, Staatsanwälte, Kriminalbeamte und Kriminaltechniker.“ (Becker 2005: S. 8).
Dieser Sprachgebrauch wurde spätestens in der zweiten Hälfte des 20. Jahrhunderts üblich, der Begriff Kriminalist hatte zuvor eine völlig andere Bedeutung: Der Begriff Kriminalist bezeichnete Anfang des 19. Jahrhunderts alle Personen, die sich als Wissenschaftler oder als Praktiker dem gesamten juristischen Wissensbereich, der mit dem Strafrecht zusammenhing, widmeten. Ein Strafrechtswissenschaftler war insofern ein „Kriminalist“, während ein Professor des Zivilrechts ein Zivilist war. Unter den Zivilisten wiederum waren die Romanisten die Kenner des römischen, die Germanisten diejenigen des deutschen Rechts. Auch noch zu Beginn des 20. Jahrhunderts bezeichneten Strafrechtler sich verbreitet selbst als „Kriminalisten“ in dieser ursprünglichen Bedeutung des Wortes. Eine parallele Entwicklung machte auch die zugehörige Wissensdisziplin der Kriminalisten – die Kriminalistik – durch.